# Fifth Harmony
Le Fifth Harmony (talvolta indicate come 5H o 5th Harmony) sono un girl group statunitense formato da Ally Brooke, Normani Kordei, Lauren Jauregui e Dinah Jane. Del gruppo faceva inizialmente parte anche Camila Cabello, che ha lasciato la band il 18 dicembre 2016 per dedicarsi alla sua carriera da solista.
Il gruppo nasce nel 2012 durante il bootcamp della seconda edizione del talent-show televisivo The X Factor. Nel 2013 siglano un contratto con la Syco, di proprietà di Simon Cowell, e con la Epic Records, di proprietà di L.A. Reid, al termine della seconda edizione del programma.
Il 22 ottobre 2013 esce il loro EP Better Together, che riesce ad arrivare nella Top 10 della Billboard 200. I singoli estratti sono Miss Movin' On, con il quale vincono nella categoria Miglior artista esordiente agli MTV Video Music Awards 2014. L'EP viene in seguito pubblicato in versione acustica, spagnola, spagnola acustica, normale acustica e con i remix dei brani.
Dopo aver vinto un premio nel 2014 ai Radio Disney Music Awards, le ragazze annunciano la pubblicazione del loro primo album dal titolo Reflection, pubblicato il 3 febbraio 2015. L'album raggiunge la posizione numero 5 della Billboard 200 e riceve la certificazione di disco di platino dalla RIAA. Dall'album vengono estratti i singoli Boss, Sledgehammer e Worth It. Il video musicale di Worth It ottiene la certificazione per il miliardo di visualizzazioni il 27 luglio, diventando il primo video di una girlband e di un ex concorrente di un talent show a raggiungere questo successo.
Nel 2016 viene pubblicato il loro secondo album 7/27 con la promozione dei singoli Work from Home, All in My Head (Flex) e That's My Girl, viene avviato il loro primo tour mondiale; il singolo Work from Home raggiunge la Top 5 della Billboard Hot 100, mentre il loro video ottiene la certificazione per il miliardo di visualizzazioni, divenendo uno dei maggiori successi del 2016.
Nel 2017 pubblicano il terzo album Fifth Harmony, da cui vengono estratti i singoli Down, He Like That ed una traccia aggiuntiva con Pitbull, Por favor.
Al 2016 le Fifth Harmony hanno venduto più di 35 milioni di copie nel mondo.

## Storia

### 2013:The X FactoreBetter Together
Il gruppo, inizialmente chiamato LYLAS, acronimo di "Love You Like a Sister", è originario degli Stati Uniti, e dovette cambiare nome per la presenza di un'altra girl band nota come The Lylas. Dopo una esibizione con il nome 1432, viene creato un sondaggio su Twitter e viene scelto il nome definitivo di Fifth Harmony. Nel corso della seconda edizione del talent-show televisivo The X Factor, il gruppo si classifica al terzo posto, dietro a Carly Rose Sonenclar e Tate Stevens.
Nel 2013 è uscito il primo singolo Miss Movin' On, tratto dall'EP Better Together, uscito nell'ottobre 2013 e che ha raggiunto la sesta posizione della classifica Billboard 200.
In seguito all'EP Better Together, è uscita anche una versione spagnola dell'omonimo EP con tanto di versione remix e acustica, sia della versione standard che quella spagnola.

### 2014-2015:Reflection

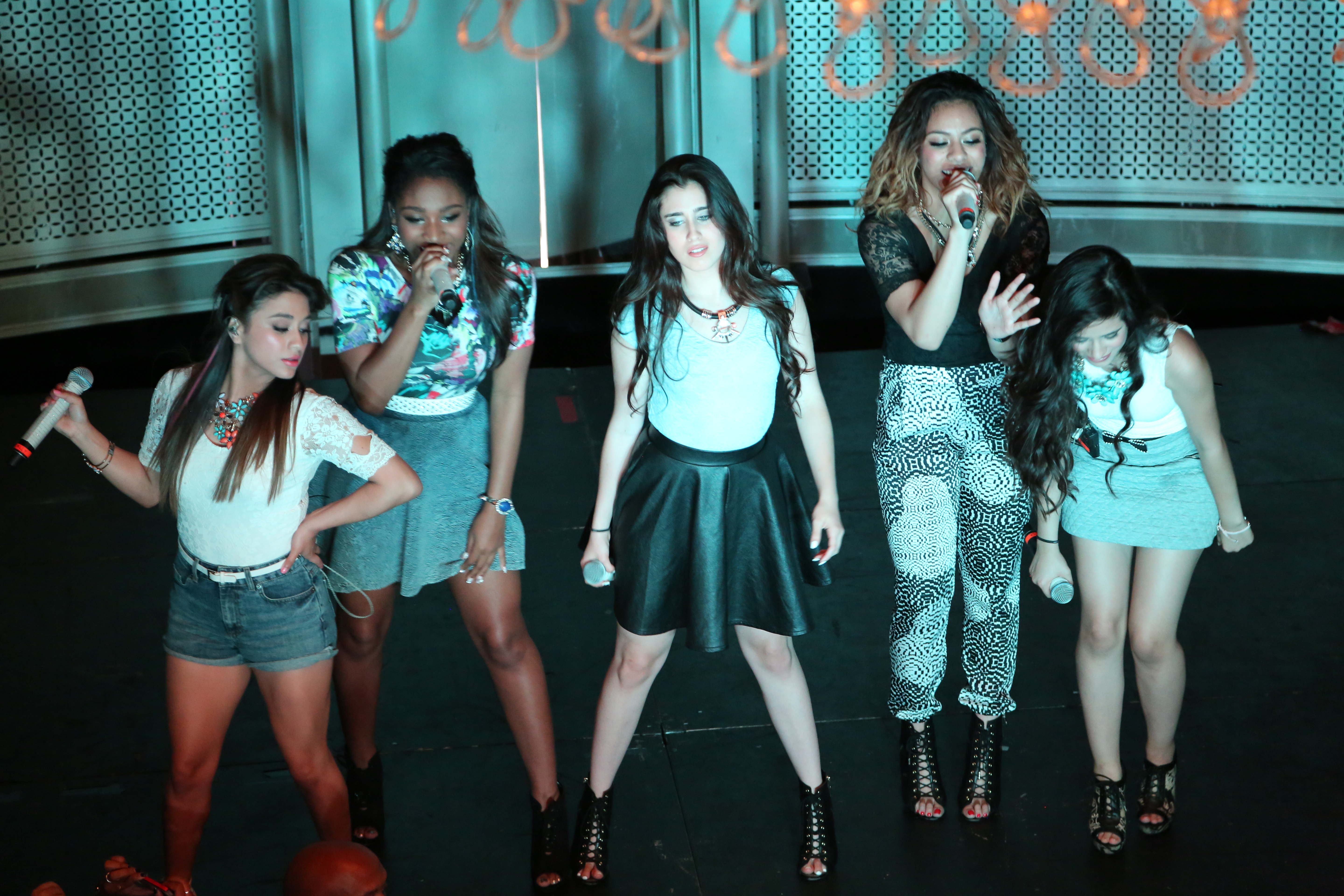
Le Fifth Harmony nel 2013. Da sinistra: Ally Brooke, Normani Kordei, Lauren Jauregui, Dinah Jane e Camila Cabello

Su iTunes viene pubblicato il singolo BO$$ il 7 giugno 2014. Dopo l'annuncio dell'uscita dell'album di debutto Reflection, durante gli MTV Video Music Awards il gruppo pubblica il singolo promozionale, Them Girls Be Like e si esibiscono al pre-show. Sono il primo gruppo femminile, dopo le Destiny's Child, a vincere un MTV Video Music Award, per la precisione quello di Miglior Artista Emergente competendo contro i 5 Seconds of Summer e Sam Smith. Sempre nell'agosto 2014 le Fifth Harmony vincono il premio Miglior Singolo di un gruppo per BO$$ ai Teen Choice Awards. Aprono i concerti estivi di Austin Mahone, presentando nuove canzoni tra cui Reflection, Going Nowhere, We Know e Over. Il 27 ottobre entra in rotazione radiofonica il secondo singolo, Sledgehammer, che si posiziona terzo in iTunes statunitense ed entra nella Billboard Hot 100 alla posizione numero 40; riceve la certificazione platino e il video conta più di 150 milioni di visualizzazioni, rendendole la girlband con più Vevo Certified, 4.
Le Fifth Harmony si esibiscono alla edizione britannica di The X Factor. Fanno parte, insieme ad altri artisti, dell'EP natalizio I'll Be Home For Christmas con i brani Noche De Paz e All I Want for Christmas Is You; di quest'ultimo è pubblicato un video a sorpresa che riceve più di 60 milioni di visualizzazioni. Il 31 dicembre 2014 si esibiscono al Pitbull New Years Eve 2015 con BO$$ e Sledgehammer e, grazie alle loro performance, i singoli rientrano nelle classifiche statunitensi.
Il 30 gennaio viene pubblicato il primo album Reflection, che arriva alla prima posizione di iTunes in 25 paesi e ottiene la certificazione Platino per aver venduto 1 milione di copie negli Stati Uniti nel dicembre 2017. Il 19 gennaio viene pubblicato sul loro canale VEVO l'audio di Worth It, terzo singolo ufficiale dell'album di debutto, e il 28 marzo, il giorno della vittoria ai Kids' Choice Awards 2015, viene pubblicato il video ufficiale, che arriva a più di 1,8 miliardi di visualizzazioni. La canzone ottiene un ottimo successo, ottenendo diverse certificazioni tra cui triplo disco di platino negli Stati Uniti e doppio disco di platino in Italia e in Australia. Inoltre darà al gruppo la loro seconda nomina agli MTV Video Music Award.
Il 7 gennaio 2015 le Fifth Harmony annunciano il loro primo tour, The Reflection Tour, che conta 20 tappe tra Stati Uniti e Canada, e ospiti come Jasmine V, Jacob Whitesides e Mahogany Lox; contemporaneamente pubblicano una cover di Uptown Funk di Mark Ronson. Successivamente viene annunciata la sessione estiva del loro tour negli stessi paesi ma come ospiti Natalie La Rose, Bea Miller e Debby Ryan. Il 14 agosto 2015 pubblicano il singolo I'm in Love with a Monster, che fa da colonna sonora al film Hotel Transylvania 2 e il cui video supera le 100 milioni di visualizzazioni.
Il 2 settembre annunciano tramite Snapchat che il Reflection Tour sarebbe proseguito in Europa, diventando così il primo tour europeo del gruppo, che comprende sei concerti sold out.

### 2016:7/27e l'abbandono di Camila Cabello
Già verso metà del 2015 la girl band aveva annunciato tramite diverse foto postate sui social di essere al lavoro sul loro secondo album. In seguito rilasciarono alcune interviste nelle quali dichiaravano che il nuovo album sarebbe uscito a breve.
Il 12 febbraio L.A. Reid ha dichiarato che il seguente singolo delle Fifth Harmony sarebbe stato pubblicato il 26 febbraio. Infatti, in quella data, è stato reso disponibile il primo singolo estratto dal secondo album chiamato Work from Home, riuscito ad arrivare nella Top 5 della Billboard Hot 100 rendendo le Fifth Harmony la prima girlband a raggiungere questo traguardo dal 2008. Il singolo ha ottenuto un buon successo in tutto il mondo, raggiungendo la top 20 nella classifica ufficiale di oltre 40 paesi, ricevendo moltissime certificazioni in tutto il mondo, tra cui il disco di diamante in Brasile e in Francia, triplo disco di platino in Italia e cinque volte disco di platino negli Stati Uniti e in Canada e facendo vincere al gruppo il loro secondo MTV Video Music Award e il loro primo American Music Award.
Il 5 maggio 2016 viene pubblicato il video del singolo promozionale Write on Me (caratterizzato dalle tonalità R&B), mentre il 23 giugno dello stesso anno quello del secondo singolo All in My Head (Flex), in collaborazione con il rapper Fetty Wap, che viene certificato disco di platino negli Stati Uniti; inoltre fa vincere al gruppo il loro terzo MTV Video Music Award per "Canzone dell'estate". Il 27 luglio seguente, in concomitanza con il quarto anniversario di nascita del gruppo e dell'inizio del loro primo tour in America, il video di Worth It (del precedente album) raggiunge 1 miliardo di visualizzazioni: oltre ad essere il video più visto nella storia delle girlband, per la prima volta un ex concorrente di un talent show (di qualsiasi categoria) raggiunge questo importante traguardo. Anche il video di Work from Home raggiunge questo traguardo, superando il 25 dicembre 2016 le visualizzazioni di Worth It e diventando il video più visto su YouTube nel 2016.
Il 22 giugno 2016 inizia il loro tour mondiale The 7/27 Tour in Lima (Perù), che si conclude il 29 ottobre dello stesso anno in Antwerp (Belgio); mentre il 19 settembre 2016 esce il video ufficiale del terzo singolo estratto da 7/27 That's My Girl che raggiunge dopo pochi mesi i 100 milioni di visualizzazioni e ottiene il disco di platino negli Stati Uniti.
Il 18 dicembre 2016 viene annunciato sui social network delle Fifth Harmony che Camila Cabello lascia la band.

### 2017-2018:Fifth Harmonye la pausa
Nel gennaio del 2017, il gruppo inizia a lavorare ad un nuovo album ed annuncia il primo tour in Asia, ossia una continuazione del 7/27 Tour, che inizia il 23 marzo in Giappone e si conclude l'8 aprile in Singapore.

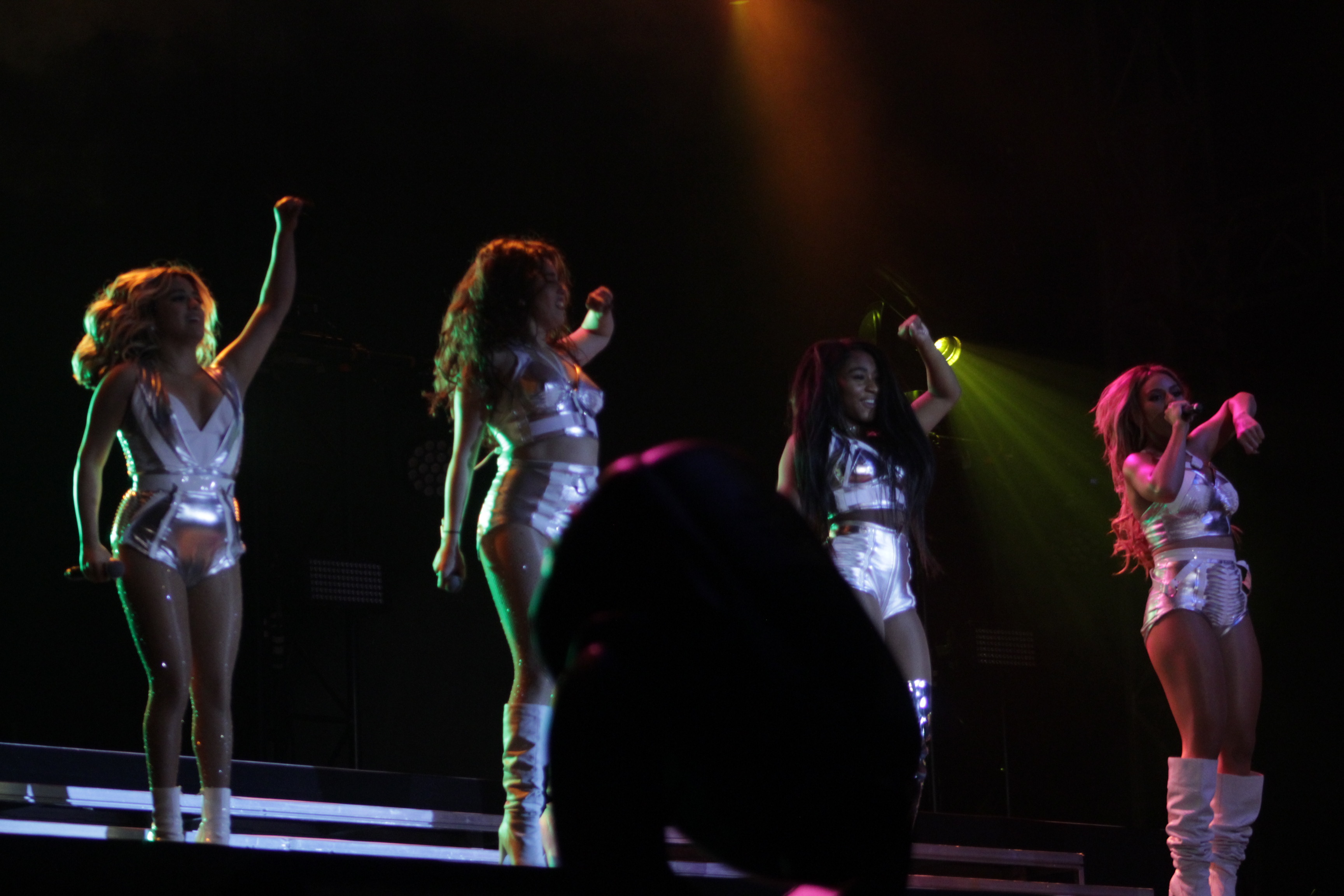
Le Fifth Harmony nel 2017

Dopo aver lavorato duramente come specificato da loro medesime, annunciano l'arrivo imminente di un nuovo album; il 2 giugno 2017 viene pubblicato il primo singolo Down in collaborazione con il rapper Gucci Mane, il quale raggiunge 5 milioni di visualizzazioni nelle prime 24 ore e che farà vincere al gruppo il loro quarto MTV Video Music Awards . Il 25 luglio 2017 le ragazze vengono invitate da Jimmy Fallon nel suo show Tonight Show, dove annunciano l'uscita del loro album Fifth Harmony il 25 agosto 2017.
Prima dell'uscita dell'album, le ragazze pubblicano un singolo promozionale, Angel, insieme al video musicale e il giorno di uscita dell'album pubblicano inaspettatamente anche il secondo singolo, He Like That . Il 27 Agosto si esibiscono agli MTV Video Music Awards, diventando così il primo girl group ad esibirsi su quel palco in 11 anni, con un medley di Angel e Down che ha causato molta controversia a causa dei riferimenti all'ex membro del gruppo, Camila Cabello, portando le Fifth Harmony ad avere la performance più discussa della serata. A settembre rendono disponibile anche un secondo singolo promozionale dell'album, Deliver, e il 29 settembre 2017 iniziano il loro terzo tour mondiale, PSA Tour, per promuovere il loro nuovo album, che avrà come ospite Becky G. A ottobre 2017, il PSA Tour si interrompe momentaneamente, dopo le tappe in Sud America. Il gruppo pubblica un nuovo singolo: Por favor con Pitbull, disponibile in una versione inglese e una spagnola, ed in seguito una canzone natalizia, Can You See, colonna sonora del film Gli eroi del Natale. Il 1º novembre compaiono come ospiti nel Carpool Karaoke di Sam Smith, grande fan del gruppo, nello stesso mese vincono il loro quarto MTV Europe Music Award e nei mesi successivi si esibiscono al programma Dancing with the Stars con Pitbull ed a dicembre 2017 prendono parte a diversi concerti natalizi in America, come Jingle Bell Ball e Poptopia.
Il 26 febbraio 2018 le Fifth Harmony portano il PSA Tour in Asia, che si conclude il 18 Marzo con una tappa speciale in Florida, negli Stati Uniti.
Il 19 marzo 2018 le Fifth Harmony, attraverso un annuncio sui loro social, rendono nota la decisione di essersi prese una pausa a tempo indeterminato dopo sei anni di attività, per dedicarsi alle loro carriere da soliste.
L'11 maggio si esibiscono per l'ultima volta insieme in concerto per salutare i fans; una settimana dopo pubblicano un video d'addio per la loro canzone Don't Say You Love Me, estratta dal loro ultimo album, Fifth Harmony.

## Influenze
Le Fifth Harmony sono un gruppo pop con lievi sfumature R&B. Secondo quanto detto dalle cantanti stesse, il gruppo annovera fra le proprie influenze principalmente artisti quali Mariah Carey, Whitney Houston, le Spice Girls e le Destiny's Child; cui seguono Beyoncé, Lana Del Rey, Adele, Céline Dion, Janet Jackson, Rihanna, Jennifer Lopez, Patti LaBelle, Carrie Underwood, Jessie J, Alicia Keys, Christina Aguilera, Leona Lewis, Brandy, Cher Lloyd, Selena Gomez e Celia Cruz.

## Formazione
Ultima
- Ally Brooke – voce (2012-2018)
- Normani Kordei – voce (2012-2018)

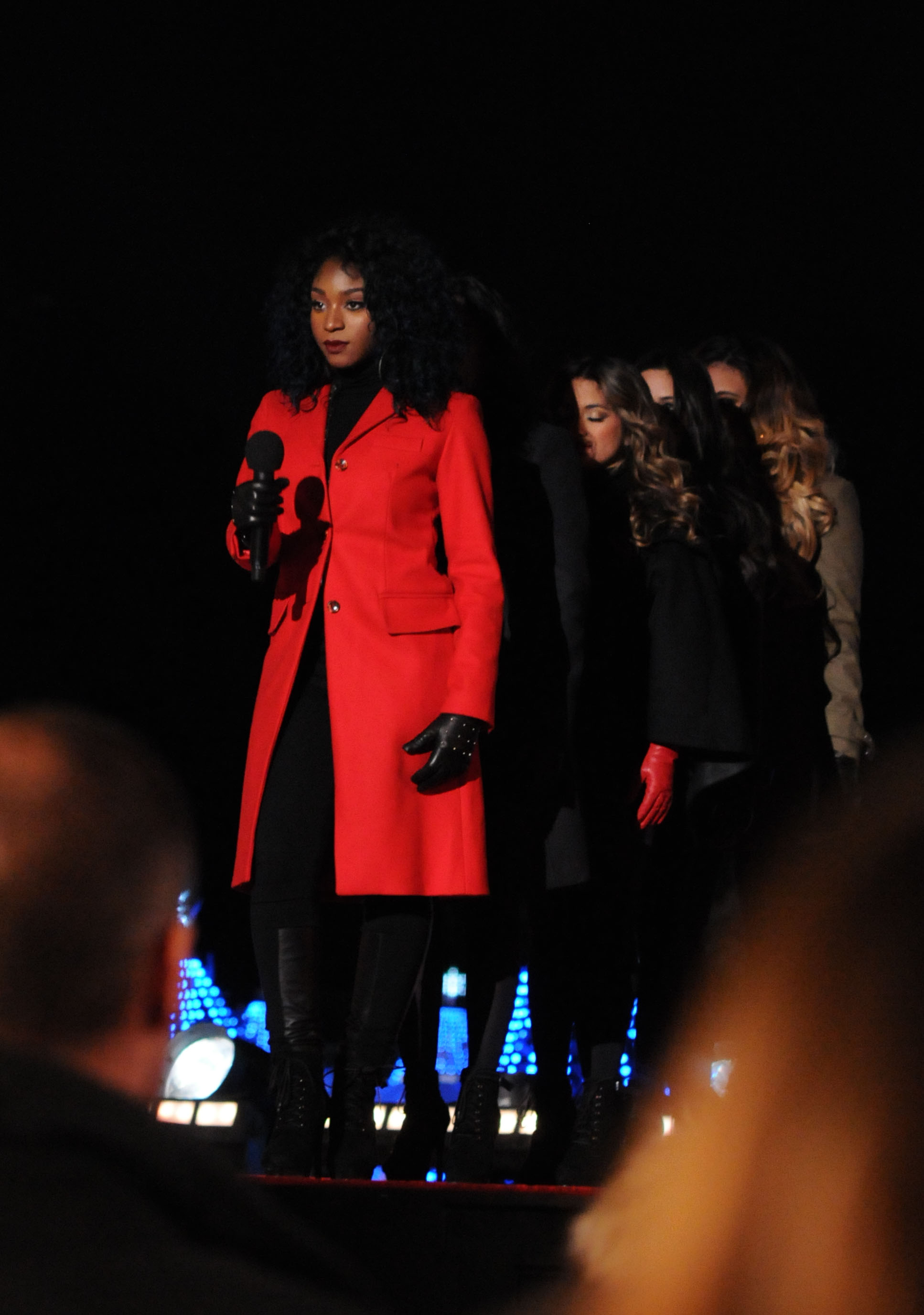
Le Fifth Harmony (di cui Normani in prima fila) in una delle loro performance

- Lauren Jauregui – voce (2012-2018)
- Dinah Jane – voce (2012-2018)

Ex-componenti
- Camila Cabello – voce (2012-2016)

## Discografia
- 2015 – Reflection
- 2016 – 7/27
- 2017 – Fifth Harmony

## Filmografia
- The X Factor (2012)
- Faking It - Più che amiche (Faking It) – serie TV, episodio 2×06 (2014)

## Tournée
- 2013 – Harmonize America Mall Tour
- 2013 – Fifth Harmony Theatre Tour
- 2014 – The Worst Kept Secret Tour
- 2014 – Fifth Times A Charm Tour
- 2015 – The Reflection Tour
- 2016 – The 7/27 Tour
- 2017 – PSA Tour

## Riconoscimenti
- American Music Award
  - 2016 – Collaboration of the Year per Work from Home
- BRAVO Otto
  - 2015 – Super Band
  - 2016 – Super Band
- iHeartRadio Music Awards
  - 2016 – Best Cover
  - 2017 – Best Cover
  - 2017 – Best Fan Army
  - 2017 – Favorite Song per Work from Home
- Meus Prêmios Nick
  - 2016 – Favorite International Group
- MTV Europe Music Awards
  - 2014 – Best US Act
  - 2014 – Best North America Act
  - 2015 – Best Pop
  - 2017 – Best US Act
- MTV Fandom Awards
  - 2015 – Fandom Army of the Year
- MTV Video Music Awards
  - 2014 – Artist To Watch per Miss Movin' On
  - 2016 – Best collaboration per Work from Home
  - 2016 – Song of the summer per All In My Head (Flex)
  - 2017 – Best Pop Video per Down
- Music Choice 100
  - 2014 – Favorite Fandom
- Nickelodeon Kids' Choice Awards
  - 2016 – Favorite Group
  - 2015 – Favorite New Artist
  - 2017 – Favorite Group
  - 2017 – Favorite Song per Work from Home
  - 2018 – Favorite Group
- People's Choice Awards
  - 2017 – Favorite Group
- Premios Juventud
  - 2015 – Best Dressed
  - 2015 – Best Performance per Worth It
- Radio Disney Music Awards
  - 2014 – Breakout Artist of The Year
  - 2014 – Best Song to Rock Out to With Your BFF per Me & My Girls
  - 2015 – Best Music Group
  - 2015 – Fiercest Fans
  - 2016 – Best Music Group
  - 2016 – Fiercest Fans
  - 2017 – Best Music Group
  - 2017 – Fiercest Fans
- Ride of Fame
  - 2014 – Ride of Fame
- Shorty Awards
  - 2014 – Social Media's Best Band
- Teen Choice Awards
  - 2014 – Choice Single: Group per BO$$
  - 2015 – Choice Summer Song per Worth It
  - 2015 – Choice Music Group: Female
  - 2015 – Choice Female Hottie
  - 2016 – Choice Film Song per I'm in Love with a Monster
  - 2017 - Choice Music Group per Down
  - 2017 - Choice Summer Group
  - 2017 - Choice Song Group
  - 2017 - Choice Fandom
- YouTube Music Awards
  - 2015 – 50 Artists to Watch
  - 2015 – Top 100 Most popular song of the Year
  - 2016 - Top 500 Most popular pop song of the Year